# Serafina Bonastre i Sisteró
Serafina Bonastre i Sisteró   (València, 1571 (Gregorià) - Saragossa, 1649) va ser una escriptora i religiosa valenciana. Va fundar el convent de l'orde dels Carmelites a Saragossa el 1615 i va escriure tres tractats espirituals, publicats el 1675, així com una autobiografia.